# Peter van Thabor
Peter Jacobszoon van Thabor, ook Pieter van Bolsward, Latijn Petrus Jacobi Thaborita (Bolsward, 1450 - 1527), was een Friese geschiedschrijver.
Zijn vader was Jakob Schuitmaker, zijn naam kan dus ook geschreven zijn als Petrus Schuitmaker. Petrus is op latere leeftijd in het klooster getreden; hij was weduwnaar en had twee zonen. De achternaam heeft hij gekregen door zijn opname in het klooster Thabor bij Sneek, waarin hij lekebroeder werd. Hij maakte een chronologisch overzicht van wetenswaardigheden uit de historie van Friesland, gedeeltelijk uit overlevering/oude documenten, en gedeeltelijk als ooggetuige. Voornamelijk beschreef hij de gebeurtenissen in de omgeving van Sneek, van Bolsward tot Franeker en Harlingen. De geschiedenis van Friesland begint in 781 met de kerstening van de Friezen. Zijn laatste bijdragen zijn uit 1527. Een andere broeder van Thabor, Worp van Thabor schreef ook een uitvoerige kroniek, die loopt tot 1538.
Peter  schreef niet altijd even consequent, eerder fonetisch, in de "oude Duitse letter op klein kwartoformaat".
Peter van Thabor was ook actief als landmeter.

## Fragmenten uit de kroniek
De kroniek van Peter van Thabor begint met de kerstening der Friezen.
In't Jaer ons Heren seuen hondert ende lxxxi doe ontfanc Vrieslant eerst dat Karsten ghelove, al eer een deel ende nae een deel.
De Slag bij Stavoren (Warns):

In't iaer ons Heren M. CCC. xlv Grave Willem, die xix Grave van Hollant, als hij quam van Prusen, soe vergaderde hy volc, ende toech in Westvrieslant, ende, daer die eerste anlande quamen, besochten sie sinte Olofs kerckhoff; dear nae quam die Grave an die eg van Sinte Oloff, ende wisted niet wat die anderen ghedaen hadden. Ende die Vriesen quamen, ende sloghen den Grave doet mit viii bearn roetzen, ende mit achttien ridderen, ende vyf hondert man, behalven die daar drencten.
De gedragingen van Albrecht van Saksen in de 17-jarige bezetting:
Item als die Friesen dus iammerliken van Fraenker veriaecht ende geslaghen waren, soe veruolchden des Hartoghen knechten die Vriesen, ende sloghense doet in die kercken, beyde in Oestergoe ende in Westergoe, ende namen die kelcken ende cyborien, mitte heilighe sacramenten; ende die heilighe sacramenten worpen sie mit onweerdicheit opder eerden, alsoe dat sommighe heylige sacramenten worden weder gheuonden, sommighe oec niet. Ende die heylige olye traden sie mit voeten, ende smeerden hoer schoenen daer mede. Ende die gheslaghen Friesen foer Fraenker bleuen legghen onbegrauen acht daghen of meer; want niemant dorste syn doeden toe huys van anxte vanden knechten halen ende begraven.
Int iaer ons Heren xv hondert, doe lieten des Hartoghen onder heren twie Friesen fanghen ende toe Fraenker brenghen, ende aldaer iammerlic ende onghehoerlic doden, als palen doert lyf iaghen ende druwen mit peerden, beneden int lyf ende bouen by den halse weder wt, ende rechten sie op byden weghe tusschen Fraenker ende Harlinghen. Die ene man hiet Ewert Dragher van Sneeck ende Minna Bongher hiet die ander. Ende op een ander tyt doe paelden sy noch twie of drie mannen.
Over de dood van Grote Pier:
In dat selue iaer van 20 soe is ghestoruen groet Pyer, op sinte Lucas nacht. Van deese Pier was grote spraeck in Hollant, in Brabant ende in ander landen, van sin grote stercheit ende gruwelicheit, ende van sin grote oghen; ende sy maectent groter dant was; mer noch tans wasset een groet, swaert, man mit grote oghen, grote schouwer ende een groten baert, ende gruweliken van aensyen, sonderlingh als hy toernich was; ende hy was grof ende plompt van spraeck ende wesen; want hy en conste nyet bequam spreken voert recht ofte voer heeren; mer mit sin groue Fryesche slaghen quaem hy mede vort, ende dat ghyngh hem alsoe plomp of, dat alle menschen, die daer by stonden, worden beweghen tot lachgen; ende hy was froem ende fel op die vianden, mer hy was redelyk van herten als een Kersten man.

## Uitgave
Hans W.C.A. Visser en Hendrik Amersfoordt hadden de beschikking over de handgeschreven documenten van Petrus, ter beschikking gesteld door Anton Reinhard Falck. Er is veel moeite gedaan om onbekende woorden te verklaren, en soms is dit niet gelukt. Dit geheel werd gepubliceerd in het Archief voor vaderlandse en inzonderheid Vriesche geschiedenis, oudheid- en taalkunde, dat in drie delen verscheen in de periode 1824 tot 1828. De uitgave bevat ook het gedicht Groninger Passie van heer Meyndert van Franeker uit 1496. Het manuscript van Petrus bevindt zich in de collectie van Tresoar.